# Plana Alta
Plana Alta Spanyolországban, Valencia Castellón tartományában található comarca. Plana Alta Alcalatén, Alt Maestrat, Baix Maestrat és Plana Baixa comarcákkal határos. Lakosainak száma 270 715 fő (2024).

## Földrajza
Észak felől a Bajo Maestrazgo comarcával határos, keletről a Földközi-tenger, délről a Plana Baja comarca, nyugat felől pedig Alcalatén és Alt Maestrat comarcák határolják.
Plana Alta-ban található a Desierto de las Palmas (sivatag), délebbre pedig a Río Mijares (folyó).

## Nyelve
Plana Alta-ban valenciai nyelven, illetve spanyolul beszélnek.

## Önkormányzatai
"INE" (Instituto Nacional de Estadística (España)) 2011-es adatai alapján.
| Önkormányzat          | Lakosság | Területe (km²) | Népsűrűség      |
| --------------------- | -------- | -------------- | --------------- |
| Castellón de la Plana | 180 114  | 108,80         | 1655,45         |
| Almazora              | 25 945   | 33,00          | 786,21          |
| Benicasim             | 18 524   | 36,10          | 513,13          |
| Oropesa del Mar       | 10 088   | 26,40          | 382,12          |
| Torreblanca           | 5 718    | 29,80          | 191,87          |
| Borriol               | 5 180    | 61,00          | 84,91           |
| Vall d'Alba           | 3 036    | 52,90          | 57,39           |
| Cabanes               | 3 019    | 131,60         | 22,94           |
| San Juan de Moró      | 2 938    | 29,10          | 100,96          |
| Cuevas de Vinromá     | 2 049    | 136,40         | 15,02           |
| Villafamés            | 1 951    | 70,40          | 27,71           |
| Benlloch              | 1 211    | 43,50          | 27,83           |
| Puebla-Tornesa        | 1 165    | 25,80          | 45,15           |
| Sierra Engarcerán     | 1 054    | 82,00          | 12,85           |
| Villanueva de Alcolea | 703      | 68,40          | 10,27           |
| Torre Endoménech      | 265      | 3,20           | 82,81           |
| Sarratella            | 103      | 18,80          | 5,47            |
| Összesen              | 263 063  | 957 km²        | 274,88 hab./km² |